# Форест Рей Мультон
Форест Рей Мультон, іноді Моултон (англ. Forest Ray Moulton; 29 квітня 1872 — 8 грудня 1952) — американський астроном, член Національної АН США.

## Біографія
Народився в Ле Рой (штат Мічиган), 1894 року закінчив коледж в Албіоні, продовжував освіту в Чиказькому університеті. Упродовж 1898—1926 років викладав в Університеті Чикаго (з 1912 — професор). У 1927—1936 роках — директор Енергетичної комунальної корпорації в Чикаго, у 1936—1940 роках — вчений секретар Американської асоціації сприяння розвитку науки.
Основні праці в галузі теоретичної астрономії і космогонії. У 1900 році прийшов до висновку, що небулярна гіпотеза походження Сонячної системи, запропонована П. С. Лапласом в 1796 році, перебуває в протиріччі з законами динаміки. Разом з Т. К. Чемберліном розробив у 1904 році припливну «планетезимальну» гіпотезу виникнення Сонячної системи. Відповідно до цієї гіпотези в результаті близького проходження повз Сонце іншої зірки стався викид сонячної речовини, яка швидко охолола і затверділа, утворивши окремі згустки — планетезималі. Згустки значних розмірів послужили первинними ядрами, навколо яких тривало формування планет і супутників шляхом акреції планетезималей. Запропонував в 1900 році метеорну теорію противосяяння, яка пояснювала це явище світінням метеорних частинок дуже малої маси, що скупчуються в околицях лібраційних точки Лагранжа. Займався небесно-механічною задачею n тіл, а також питаннями балістики.
Автор підручника з небесної механіки (1-е вид. 1914, 2-е вид. 1923) і підручника з астрономії (1-е вид. 1905, 2-е вид. 1916), монографій «Періодичні орбіти» (1920), «Нові методи у балістиці» (1926) тощо.
У його честь названий кратер на Місяці.

## Публікації
- An Introduction to Celestial Mechanics (1902; second revised edition, 1914)
- An Introduction to Astronomy (1905)
- Descriptive Astronomy (1912)
- Periodic Orbits (1913)
- Differential Equations (1930)